# Hussam Arafat
Hussam Arafat  (en árabe: حسام عرفات ) nació el 18 de enero de 1990 en El Mansura, Egipto y es un jugador de fútbol egipcio que juega en el Zamalek.

## Carrera profesional
Hussam Arafat comenzó su carrera en El-Mansoura Sporting Club antes de ser traspasado al Zamalek SC.

## Selección nacional
Hussam Arafat ha sido internacional egipcio sub-20 y disputó la Copa Mundial de Fútbol Sub-20 de 2009 que se celebró en Egipto, desde el 25 de septiembre al 16 de octubre.